# The First XI
The First XI è un box set di album discografici dei Pink Floyd pubblicata nel 1979. Comprende i primi dieci album e una raccolta, Relics. La tiratura è stata di 1 000 copie nel Regno Unito e 400 in Nuova Zelanda.

## Contenuto
Il cofanetto comprende i seguenti album:
1. The Piper at the Gates of Dawn
2. A Saucerful of Secrets
3. More
4. Ummagumma
5. Atom Heart Mother
6. Relics
7. Meddle
8. Obscured by Clouds
9. The Dark Side of the Moon (Picture Disc)
10. Wish You Were Here (Picture Disc)
11. Animals